# Jan Letzel
Jan Letzel (Náchod, 9 aprile 1880 – Praga, 26 dicembre 1925) è stato un architetto ceco.

## Biografia

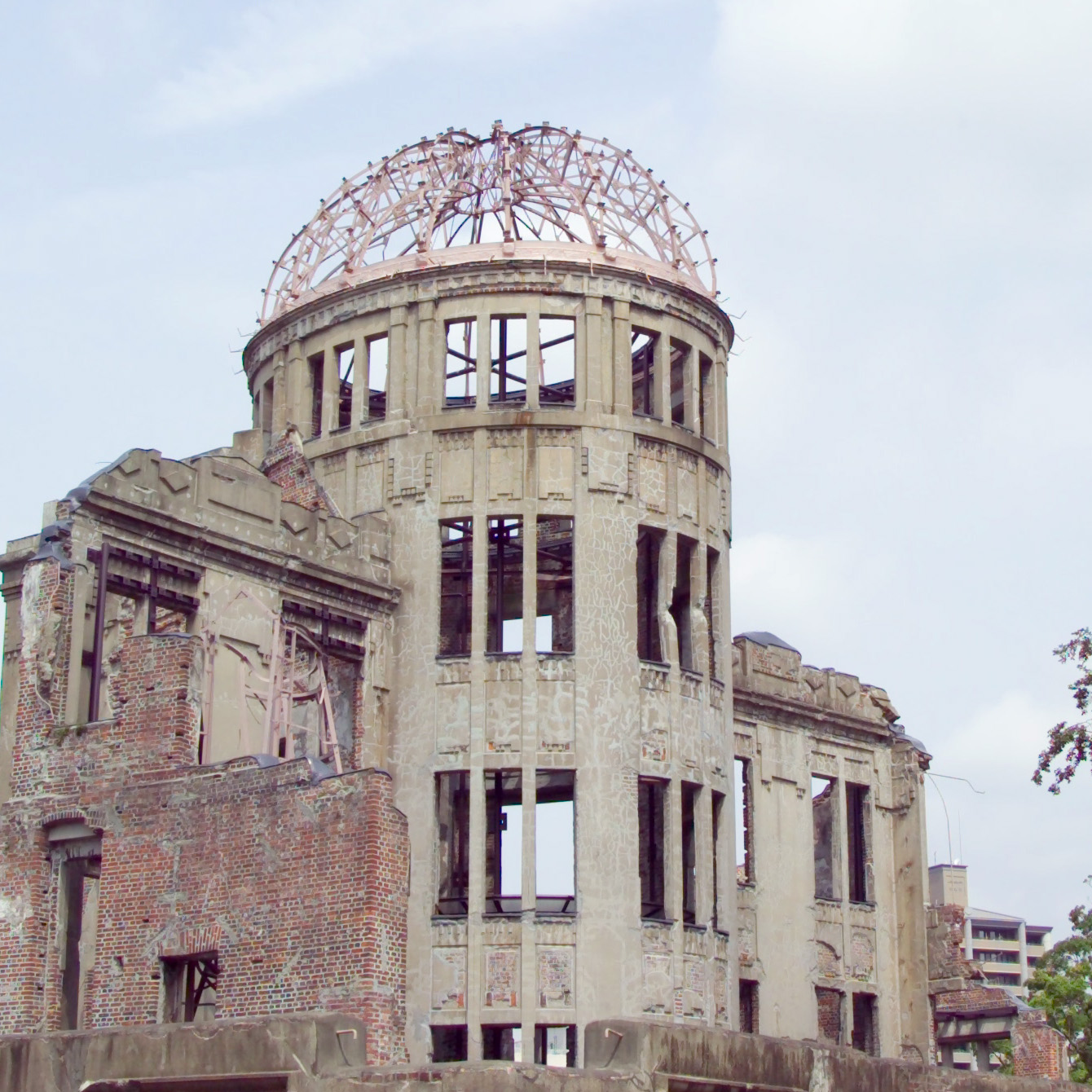
Memoriale della pace di Hiroshima

Figlio di un albergatore, studiò presso una scuola d'arte a Praga sotto la direzione di Jan Kotěra, il fondatore dell'arte moderna in Cecoslovacchia. Si laureò nel 1904 e nel 1907, dopo un soggiorno in Egitto, partì per il Giappone, trovando impiego a Tokyo.
Durante i suoi dieci anni passati in Giappone, realizzò più di quindici residenze e edifici: il Genbaku Dome sincretismo del neo-barocco e dell'Art déco fu ultimato nel 1915, ad Hiroshima, che diverrà la sua creazione più celebre. L'edificio infatti fu uno dei pochi a resistere al bombardamento nucleare statunitense che la città subì il 6 agosto 1945, e rinominato Memoriale della pace di Hiroshima, divenne un simbolo della città e patrimonio dell'umanità nel 1996.
A seguito del grande terremoto del Kantō del 1923, tornò in patria ove morì di malattia nel 1925.